# Gauribidanur
Gauribidanur là một thị xã của quận Kolar thuộc bang Karnataka, Ấn Độ.

## Địa lý
Gauribidanur có vị trí 13°37′B 77°31′Đ / 13,61°B 77,52°Đ Nó có độ cao trung bình là 694 mét (2276 feet).

## Nhân khẩu
Theo điều tra dân số năm 2001 của Ấn Độ, Gauribidanur có dân số 30.530 người. Phái nam chiếm 51% tổng số dân và phái nữ chiếm 49%. Gauribidanur có tỷ lệ 72% biết đọc biết viết, cao hơn tỷ lệ trung bình toàn quốc là 59,5%: tỷ lệ cho phái nam là 77%, và tỷ lệ cho phái nữ là 67%. Tại Gauribidanur, 11% dân số nhỏ hơn 6 tuổi.